# Springergabel

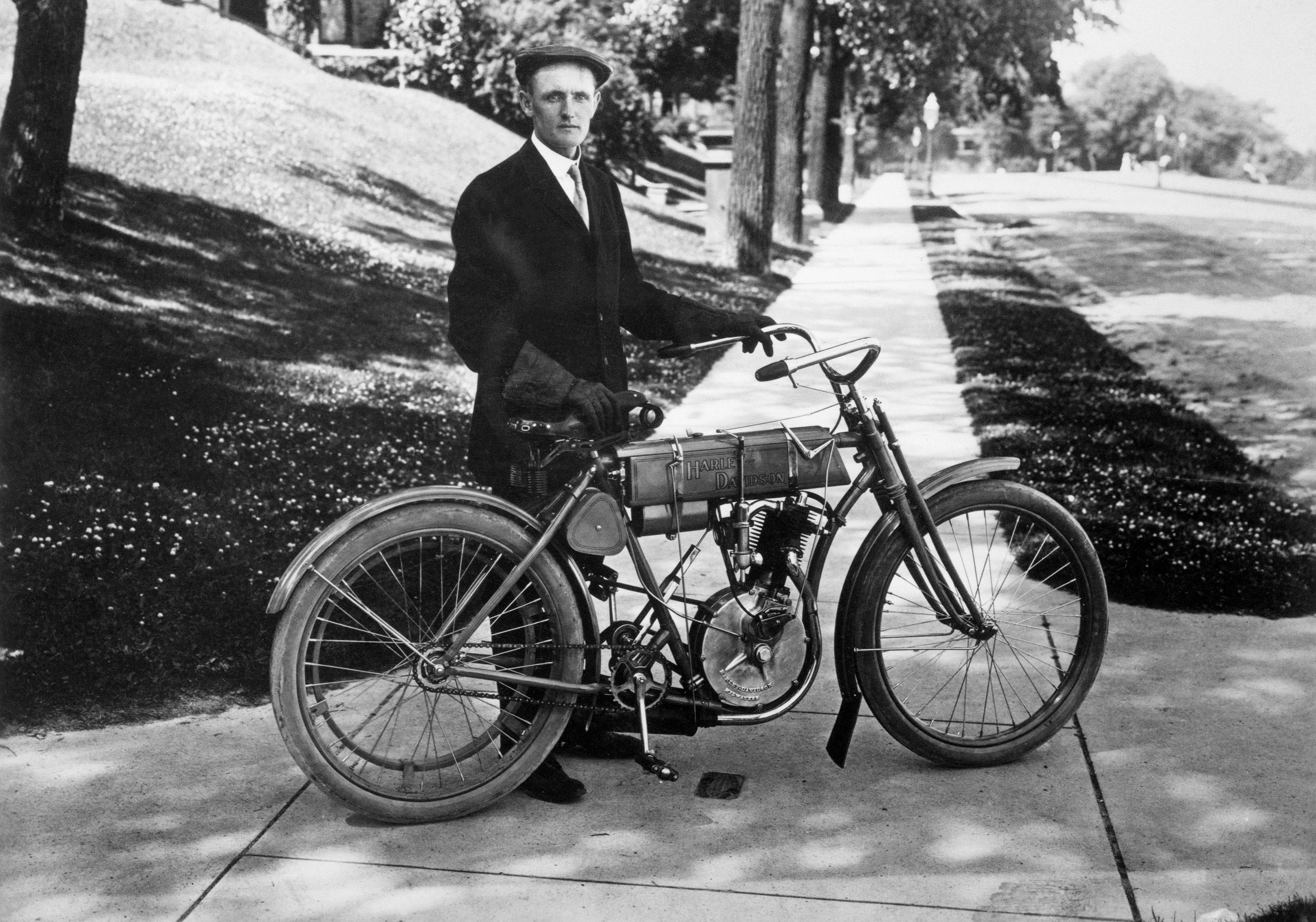
Sager-Cushion-Gabel

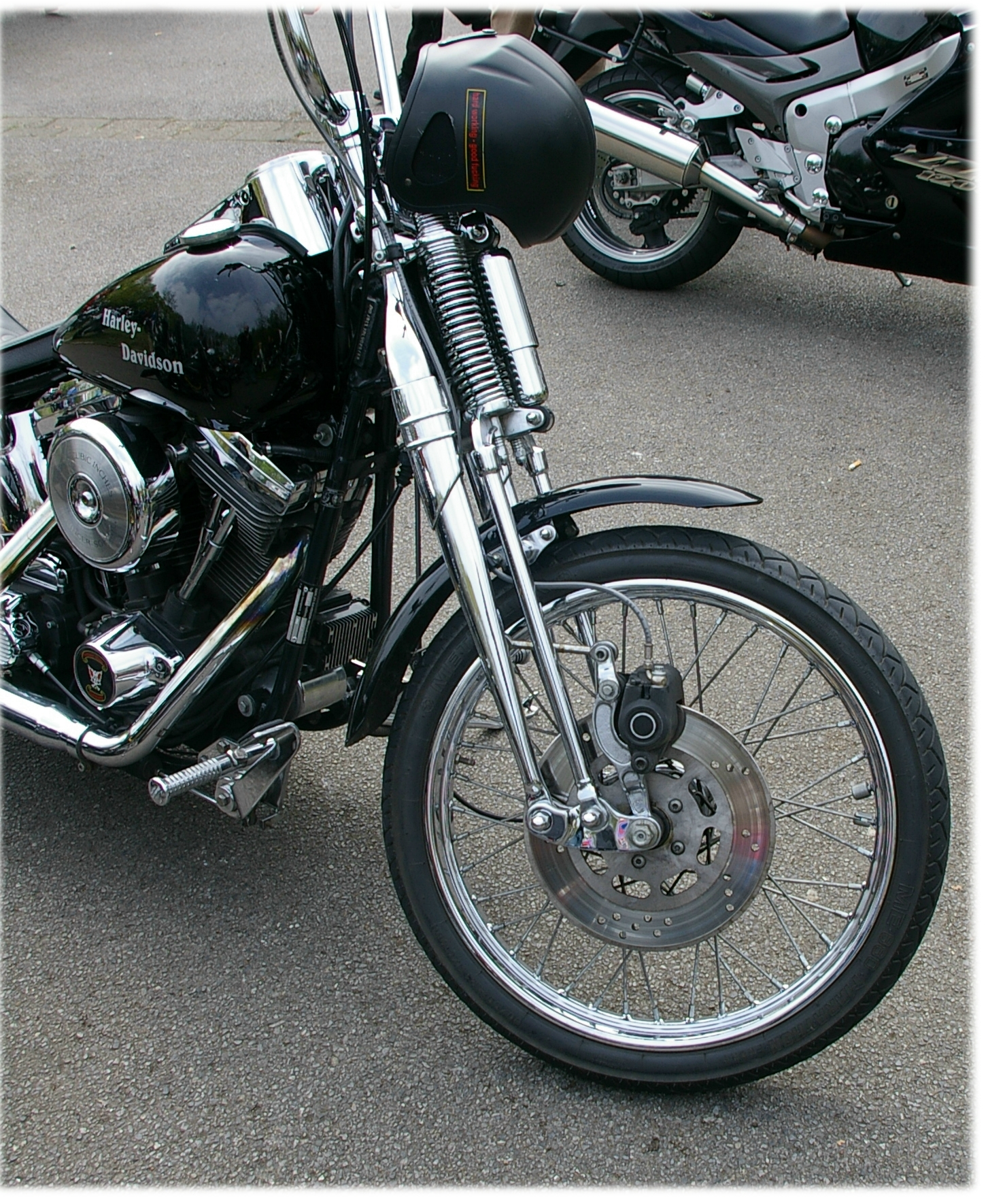
„Softail Springer“

Mit Springergabel wird eine geschobene Kurzschwinge mit Hilfsgabel von Harley-Davidson bezeichnet.

## Geschichte
Die am 26. März 1907 von J. H. Sager patentierte gefederte Vorderradgabel mit Hilfsgabel (auch „Sager-Cushion-Gabel“) wurde von William Harley überarbeitet und stillschweigend für das Modell 4 übernommen. Die Sager-Cushion-Gabel blieb im Verkaufsprogramm von Harley-Davidson bis 1929, bis durch den Einbau einer Trommelbremse im Vorderrad die Gabel eine technische Veränderung erfahren musste. Die fortan als Springergabel („springer fork“) bezeichnete Vorderradführung wurde bis 1953 produziert und von der Teleskopgabel ersetzt. 1988 wurde beim Sondermodell „Softail Springer“ eine überarbeitete Version der Springergabel wieder eingeführt; letzte „Springer-Modelle“ liefen 2009 vom Band. Beim Customizing spielt die Springergabel heute noch eine große Rolle.

## Technik
Wichtige funktionale Bauteile einer Springergabel sind der Gabelträger mit Hilfsgabel, die beiderseitigen Kurzschwingen, die Bügelstrebe und die Federn, die unter der Lampeneinheit ihren Dienst verrichten. Die Springergabel hat prinzipbedingt kurze Federwege. Das Modell Softail Springer (2008) hatte einen Federweg von 58 mm. Bei ihrer Einführung war die Springergabel ein Fortschritt bei der Vorderradführung von Zweirädern, heute gilt sie als ein technischer Anachronismus.